# Saint-Servais (Côtes-d'Armor)
Pour les articles homonymes, voir Saint-Servais.
Saint-Servais [sɛ̃ sɛʁvɛ] (Sant-Servez-Kallag en breton) est une commune française située dans le département des Côtes-d'Armor, en région Bretagne.

## Géographie

### Situation

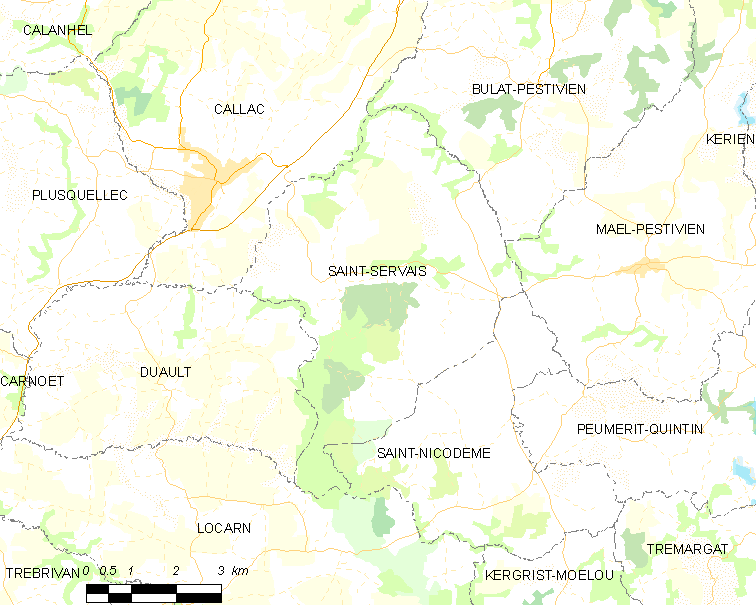
Carte de la commune de Saint-Servais (Côtes-d'Armor).

| Callac |               | Bulat-Pestivien |
| Duault | Saint-Servais | Maël-Pestivien  |
|        | Locarn        | Saint-Nicodème  |

### Relief et hydrographie
Saint-Servais a un relief accidenté : les points les plus élevés de la commune se trouvent dans sa partie orientale (292 mètres au sud-est du hameau de Burtulet, ainsi qu'au nord de celui de Kermatahan ; la chapelle de Burtulet est à 270 mètres) ; sept éoliennes alignées nord-sud dans la partie centrale du finage communal sont implantées sur une ligne de hauteurs entre 280 et 255 mètres d'altitude ; plus à l'ouest, le mont Saint-Michel est une colline isolée qui culmine à 273 mètres. 
Les blocs de granite qui se trouvent à proximité de la chapelle du Burthulet sont dénommés « boules du diable », la légende disant que c'était des boules avec lesquelles le diable jouait pour tenter de se réchauffer.

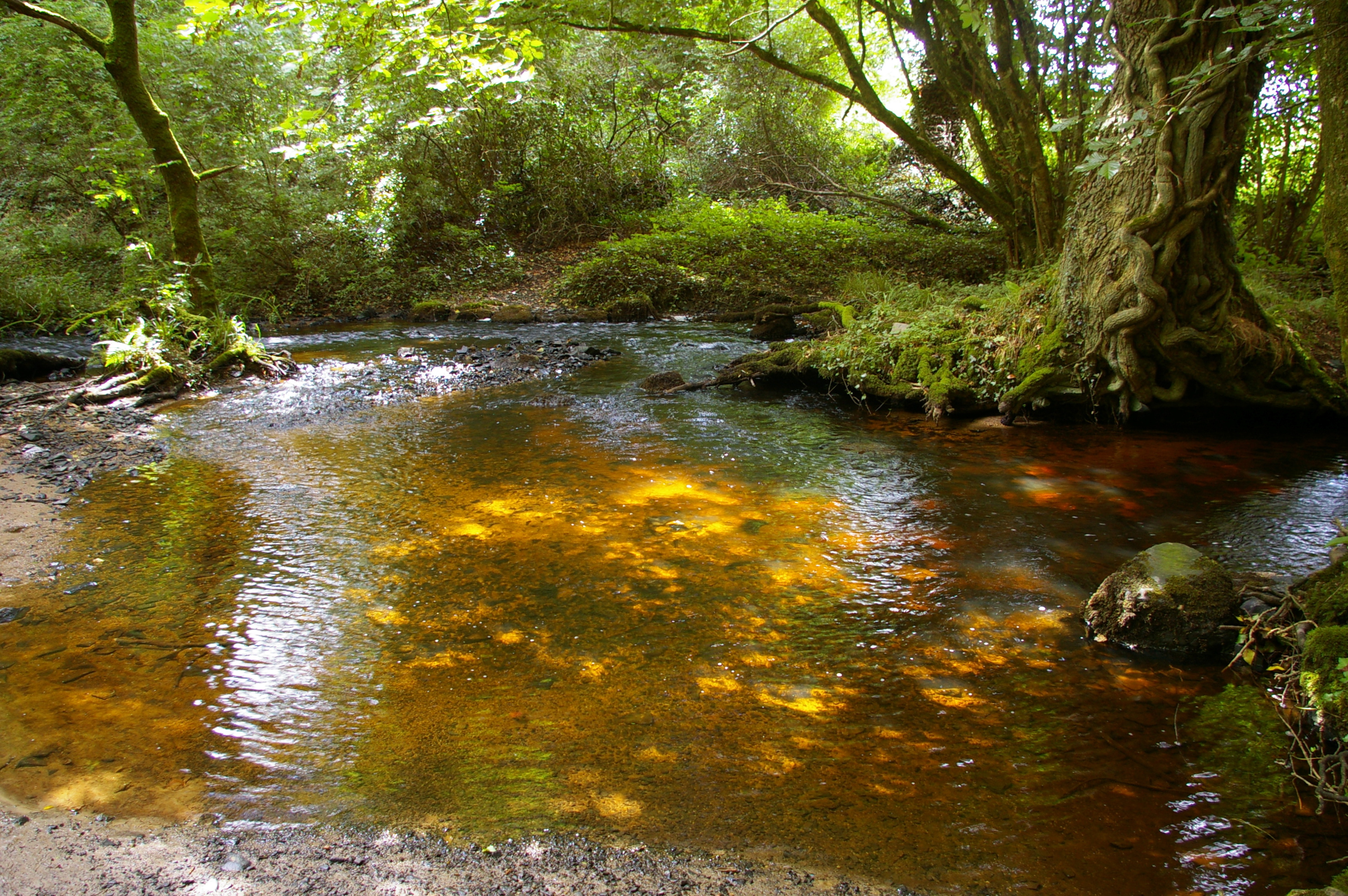
Le Ruisseau de l'Étang du Follézou dans les Gorges du Corong.

Les altitudes les plus basses se trouvent en périphérie du territoire communal dans les vallées encaissées des rivières servant de limite communale : à l'est et au nord le Ruisseau de Pont Ménez sépare Saint-Servais de Maël-Pestivien et Bulat-Pestivien ; plus en aval, après sa confluence avec le Ruisseau de Poull Goaz Hélou, il devient le Ruisseau de Pont Hellou et sépare alors Saint-Servais de Callac ; au sud-ouest la Ruisseau de Keranglet forme pour partie la limite avec Duault ; deux de ses affluents (le Ruisseau de Kerroux et le Ruisseau de Kerdren) traversent, dans des vallées aussi très encaissées, la partie sud-ouest de la commune, contribuant à accentuer son relief accidenté, notamment au voisinage du bourg de Saint-Servais qui est à 166 mètres d'altitude au fond de la vallée du Ruisseau de Kerdren alors que les hauteurs avoisinantes dépassent 200 mètres. Le point le plus bas de la commune est à son extrême ouest, à la confluence entre le Ruisseau de Pont Hellou et le Ruisseau de Keranglet, au lieu-dit Pont-ar-Rouz, à 132 mètres d'altitude. 
À l'extrême sud du finage communal, le Ruisseau de l'Étang du Follézou sépare Saint-Servais de Locarn, formant à cet endroit des gorges très encaissées où la rivière coule par endroits sous des amoncellement de galets : les Gorges du Corong. 
- Les Gorges du Corong (video).

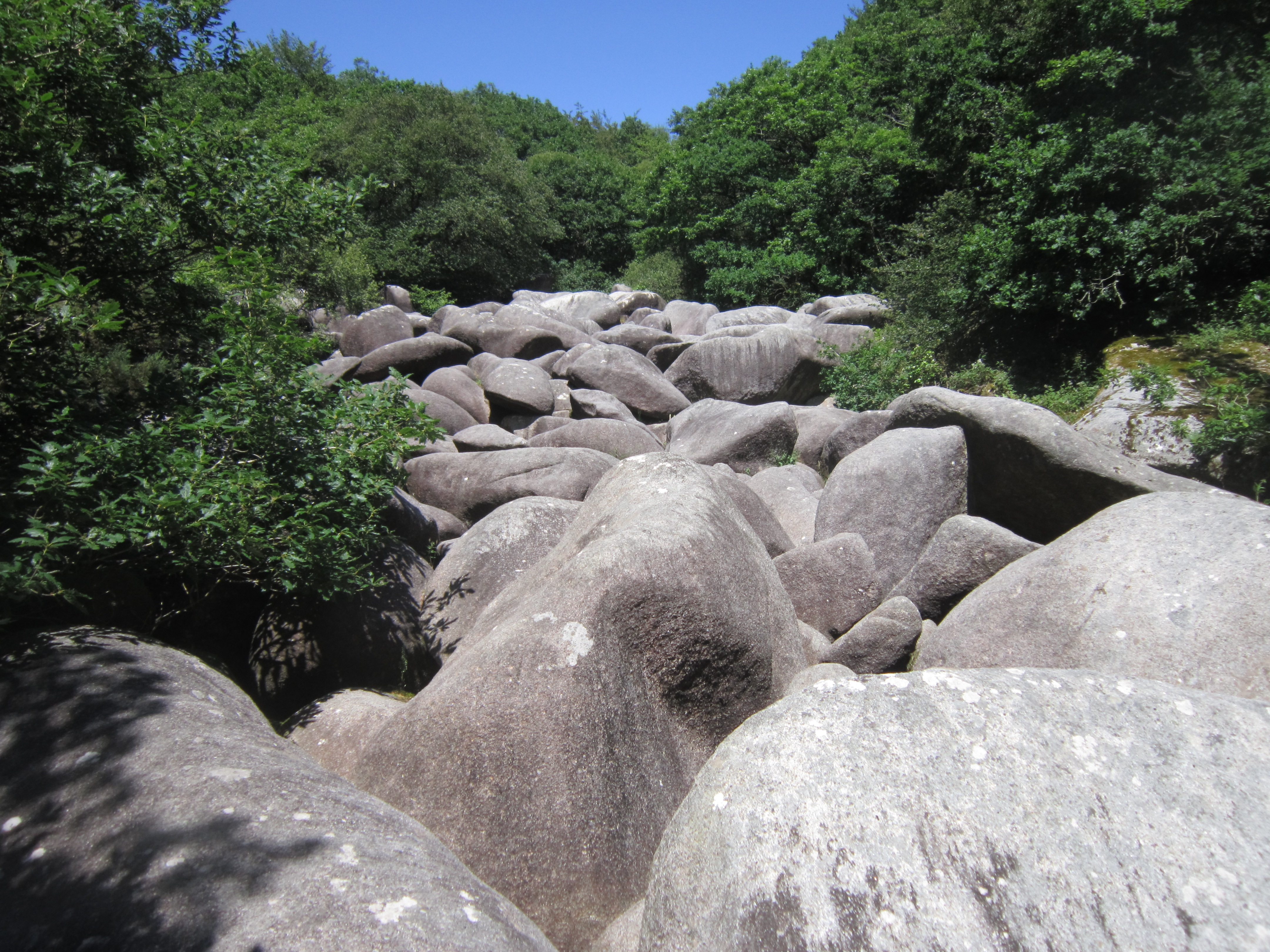
Le chaos rocheux des Gorges du Corong (lit de la Rivière de l'Étang du Follézou).
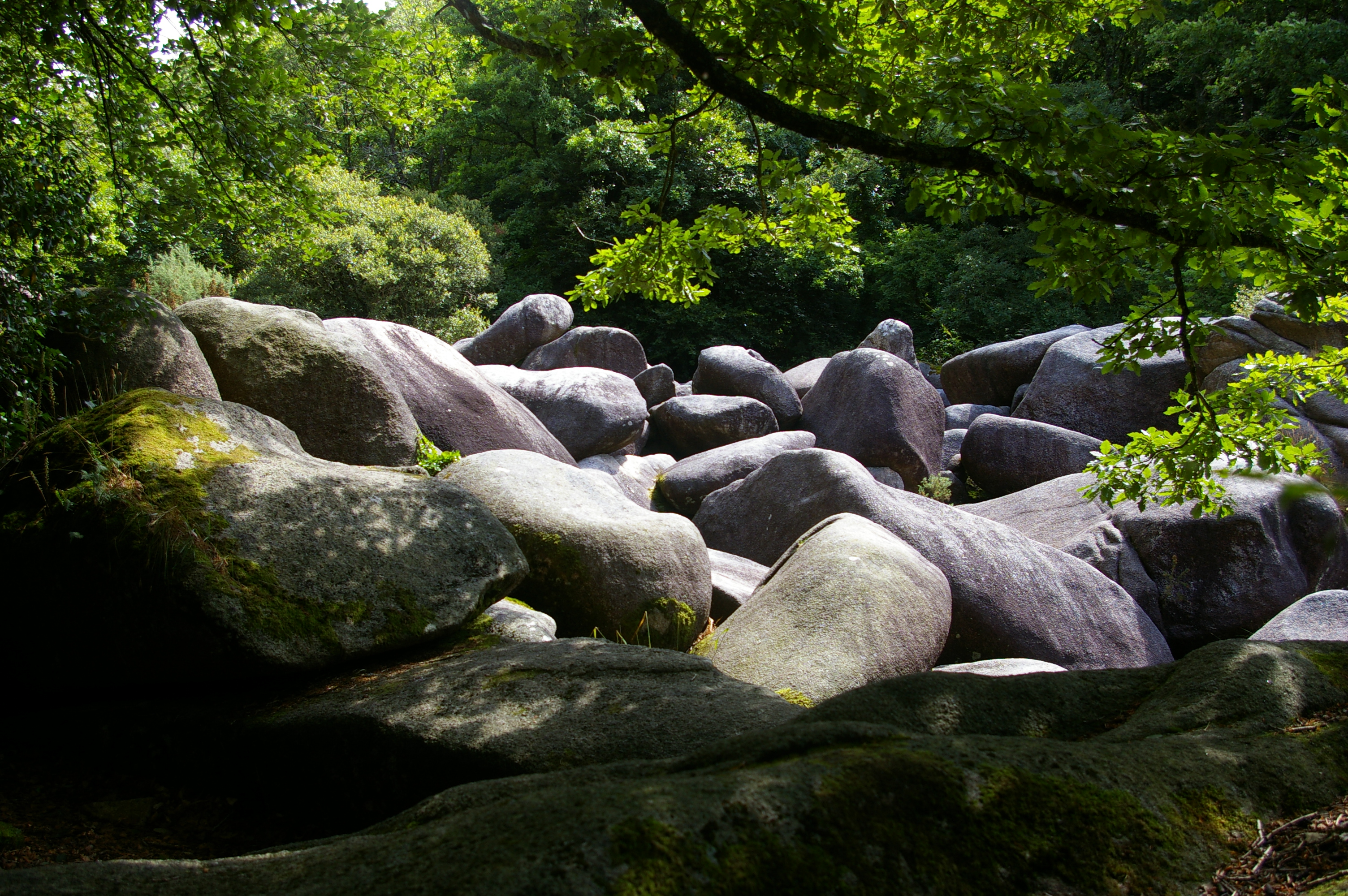
Gorges du Corong : chaos de galets masquant le cours d'eau.
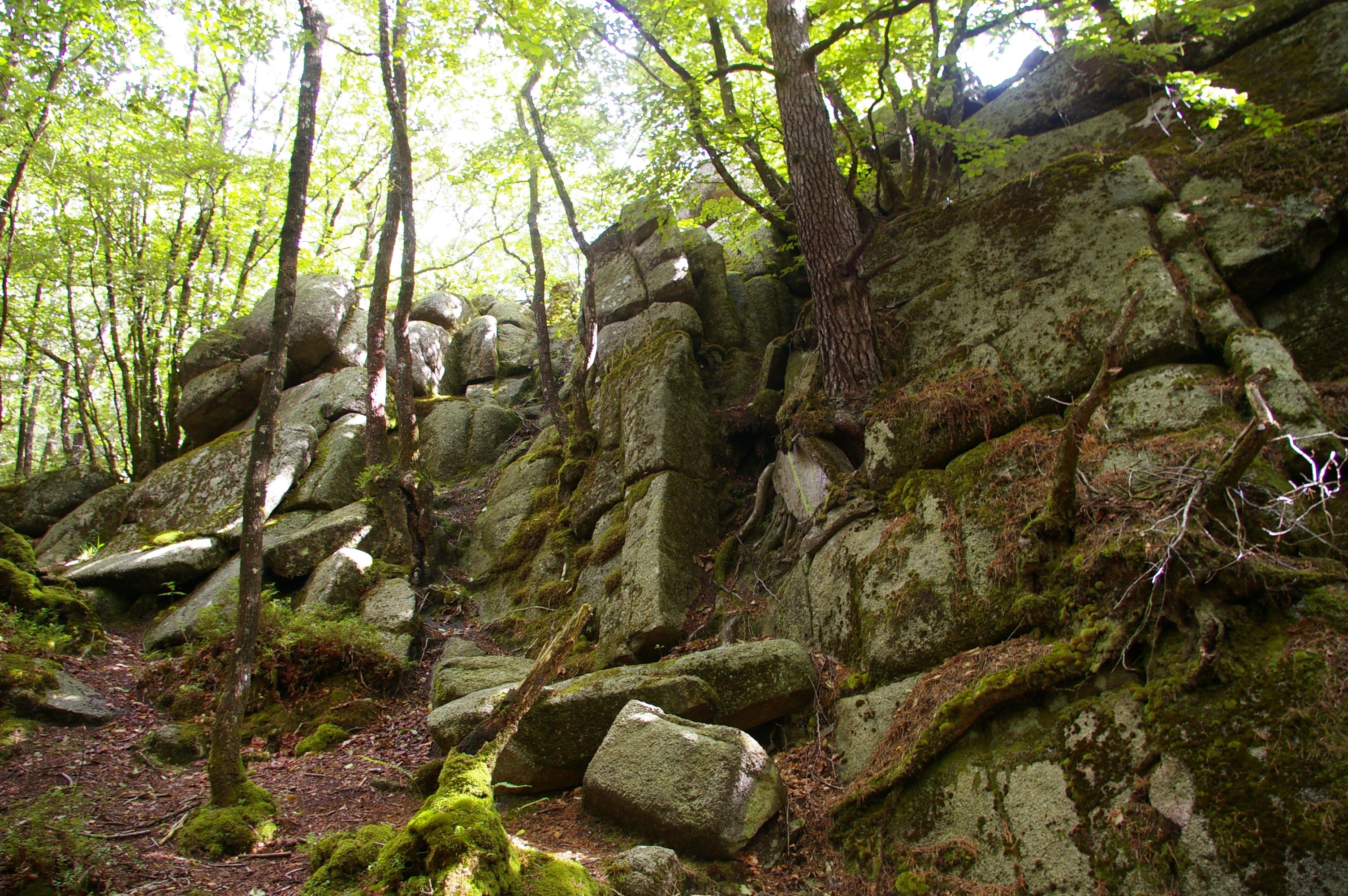
Rochers sur le site des Gorges du Corong.
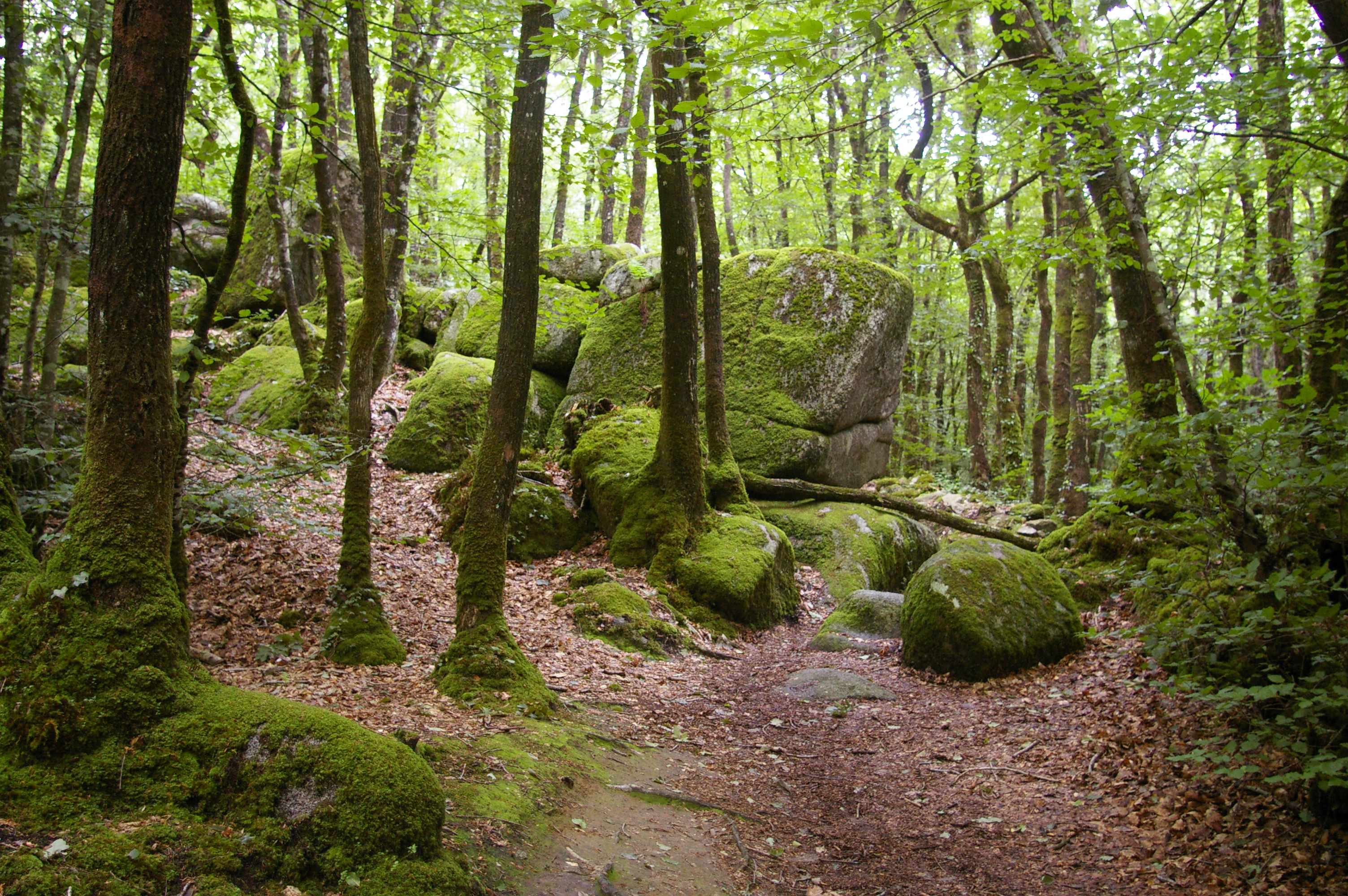
Rochers et forêt près des Gorges du Corong.

Tous ces cours d'eau cités sont des affluents ou sous-affluents de rive gauche de l'Hyères, elle-même affluente de l'Aulne.

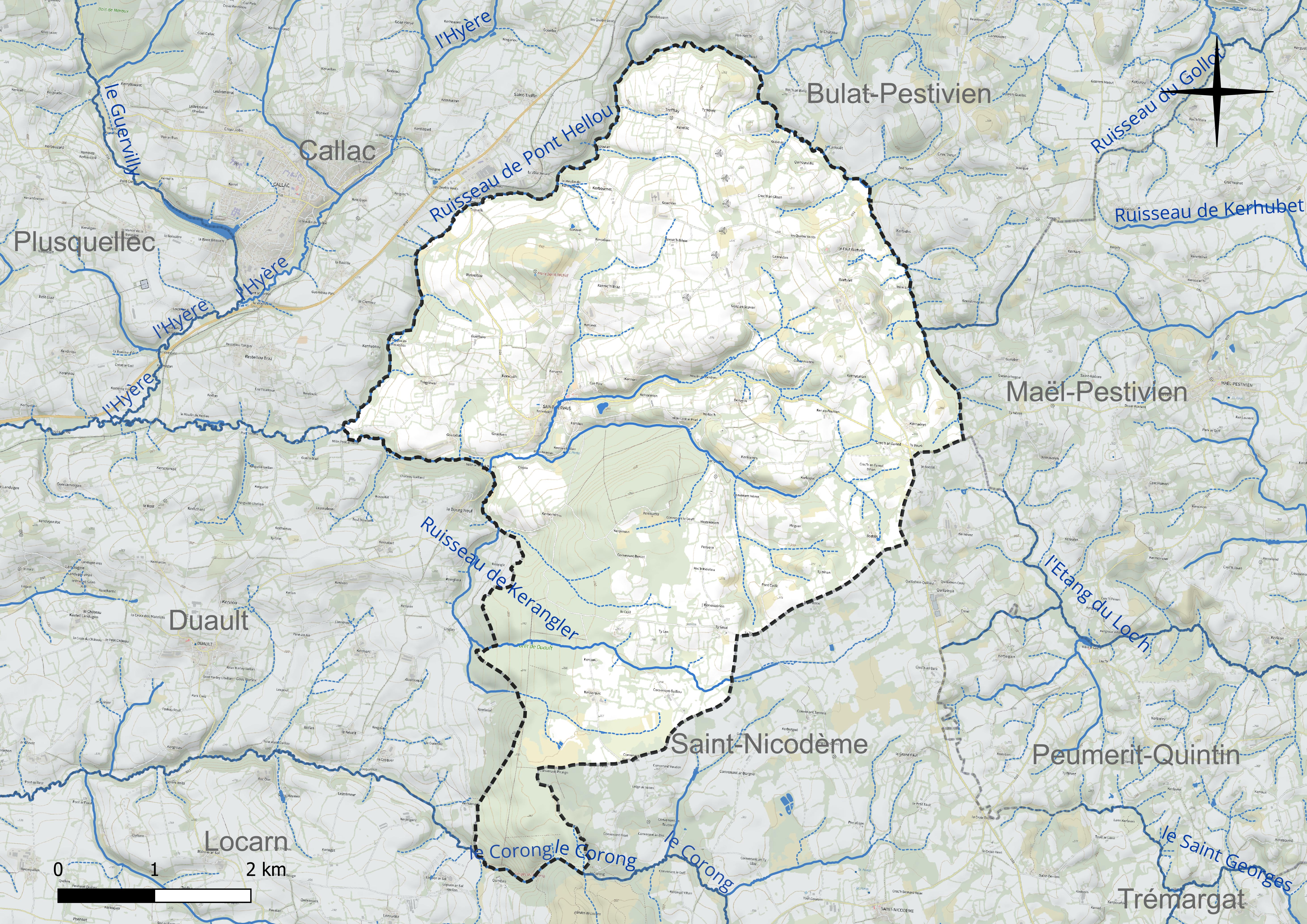
Réseau hydrographique de Saint-Servais.

### Climat
Pour des articles plus généraux, voir Climat de la Bretagne et Climat des Côtes-d'Armor.
En 2010, le climat de la commune est de type climat océanique franc, selon une étude du CNRS s'appuyant sur une série de données couvrant la période 1971-2000. En 2020, Météo-France publie une typologie des climats de la France métropolitaine dans laquelle la commune est exposée à un climat océanique et est dans la région climatique  Finistère nord, caractérisée par une pluviométrie élevée, des températures douces en hiver (6 °C), fraîches en été et des vents forts. Parallèlement l'observatoire de l'environnement en Bretagne publie en 2020 un zonage climatique de la région Bretagne, s'appuyant sur des données de Météo-France de 2009. La commune est, selon ce zonage, dans la zone « Monts d'Arrée », avec des hivers froids, peu de chaleurs et de fortes pluies.
Pour la période 1971-2000, la température annuelle moyenne est de 10,6 °C, avec une amplitude thermique annuelle de 11,6 °C. Le cumul annuel moyen de précipitations est de 1 104 mm, avec 16,3 jours de précipitations en janvier et 8,5 jours en juillet. Pour la période 1991-2020, la température moyenne annuelle observée sur la station météorologique la plus proche, située sur la commune de Rostrenen à 17 km à vol d'oiseau, est de 11,1 °C et le cumul annuel moyen de précipitations est de 1 146,6 mm,. Pour l'avenir, les paramètres climatiques de la commune estimés pour 2050 selon différents scénarios d'émission de gaz à effet de serre sont consultables sur un site dédié publié par Météo-France en novembre 2022.

### Transports
Saint-Servais est éloignée des grands axes de communication, desservie seulement par la RD 28, qui vient côté est de Maël-Pestivien et se dirige en direction du nord-ouest vers Callac.

### Paysages et habitat
Le paysage agraire de Saint-Servais est le bocage avec un habitat dispersé en écarts formés de hameaux (« villages ») et fermes isolées. Les principaux hameaux sont Trefflay, Burtulet, Kerbernès et Kerroc'h Braz. Cinq lieux-dits correspondant à des fermes isolées sont des convenants (Convenant Névez, Convenant le Deuff, Convenant Bercot, Convenant Guillou, Convenant Guernoquin) situés en lisière de la forêt de Duault qui correspondent à des défrichements datant probablement de la fin du Moyen Âge.
Une part importante du finage communal est occupée par des bois (y compris une partie de la forêt de Duault) et des landes.
Éloignée des villes, la commune a conservé totalement son caractère rural, échappant donc à la rurbanisation.

## Urbanisme

### Typologie
Au 1er janvier 2024, Saint-Servais est catégorisée commune rurale à habitat très dispersé, selon la nouvelle grille communale de densité à 7 niveaux définie par l'Insee en 2022.
Elle est située hors unité urbaine et hors attraction des villes,.

### Occupation des sols

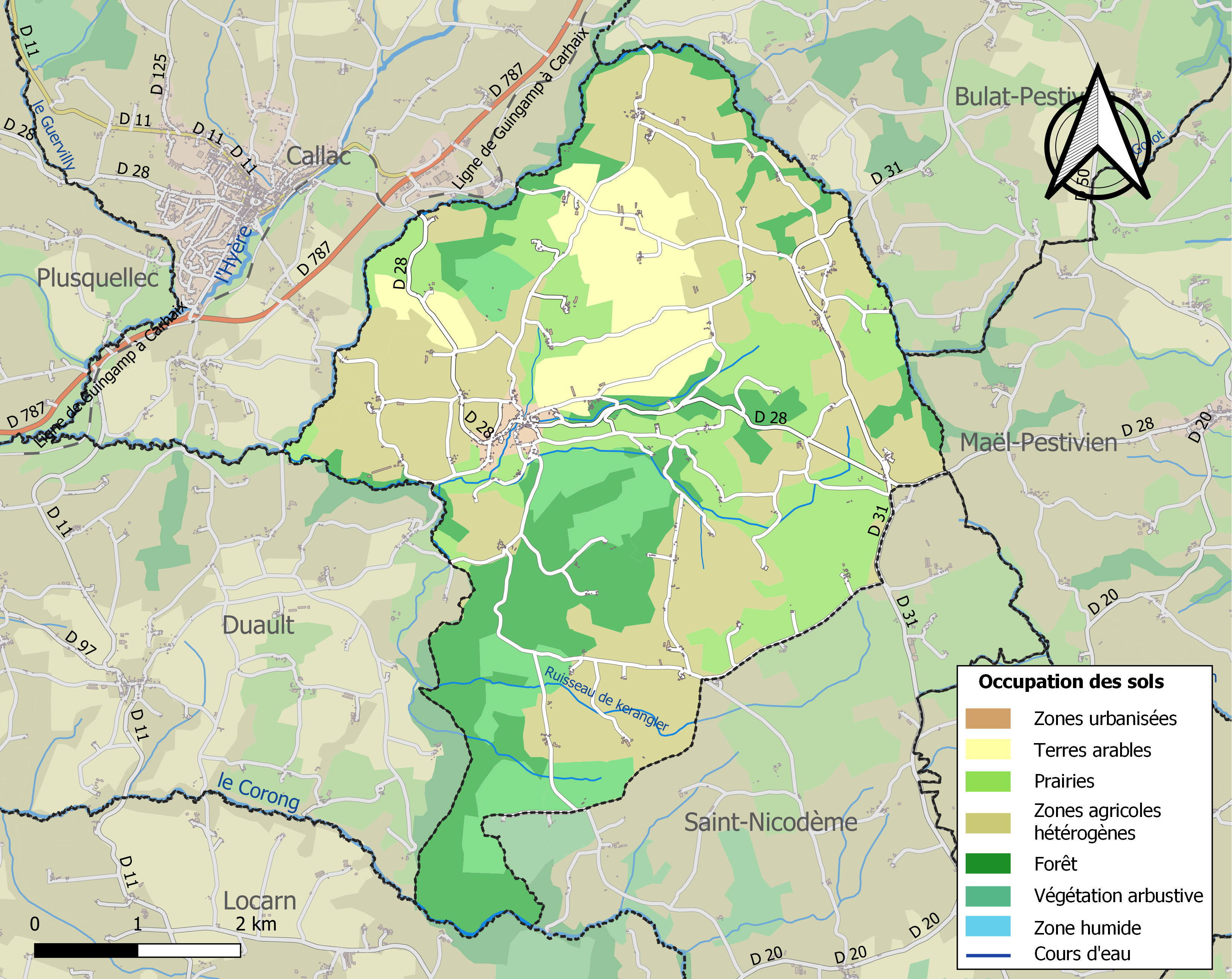
Carte des infrastructures et de l'occupation des sols de la commune en 2018 (CLC).

Le tableau ci-dessous présente l'occupation des sols de la commune en 2018, telle qu'elle ressort de la base de données européenne d'occupation biophysique des sols Corine Land Cover (CLC).
| Type d'occupation                                                                   | Pourcentage | Superficie (en hectares) |
| ----------------------------------------------------------------------------------- | ----------- | ------------------------ |
| Tissu urbain discontinu                                                             | 1,2 %       | 33                       |
| Terres arables hors périmètres d'irrigation                                         | 10,5 %      | 297                      |
| Prairies et autres surfaces toujours en herbe                                       | 20,0 %      | 567                      |
| Systèmes culturaux et parcellaires complexes                                        | 36,6 %      | 1037                     |
| Surfaces essentiellement agricoles interrompues par des espaces naturels importants | 3,1 %       | 88                       |
| Forêts de feuillus                                                                  | 19,0 %      | 539                      |
| Forêts mélangées                                                                    | 1,1 %       | 32                       |
| Landes et broussailles                                                              | 1,2 %       | 35                       |
| Forêt et végétation arbustive en mutation                                           | 7,2 %       | 205                      |
| Source : Corine Land Cover                                                          |             |                          |

## Toponymie
Le nom de la localité est attesté sous les formes Saint-Servais en 1510, Capella Sancti Gervasii en 1549, Saint-Servais en 1675.
Saint Servais aurait été substitué, au bas Moyen Âge, à saint Gervais, traduction phonétique du breton Jelvest, saint Sylvestre.

## Histoire

### Préhistoire et Antiquité

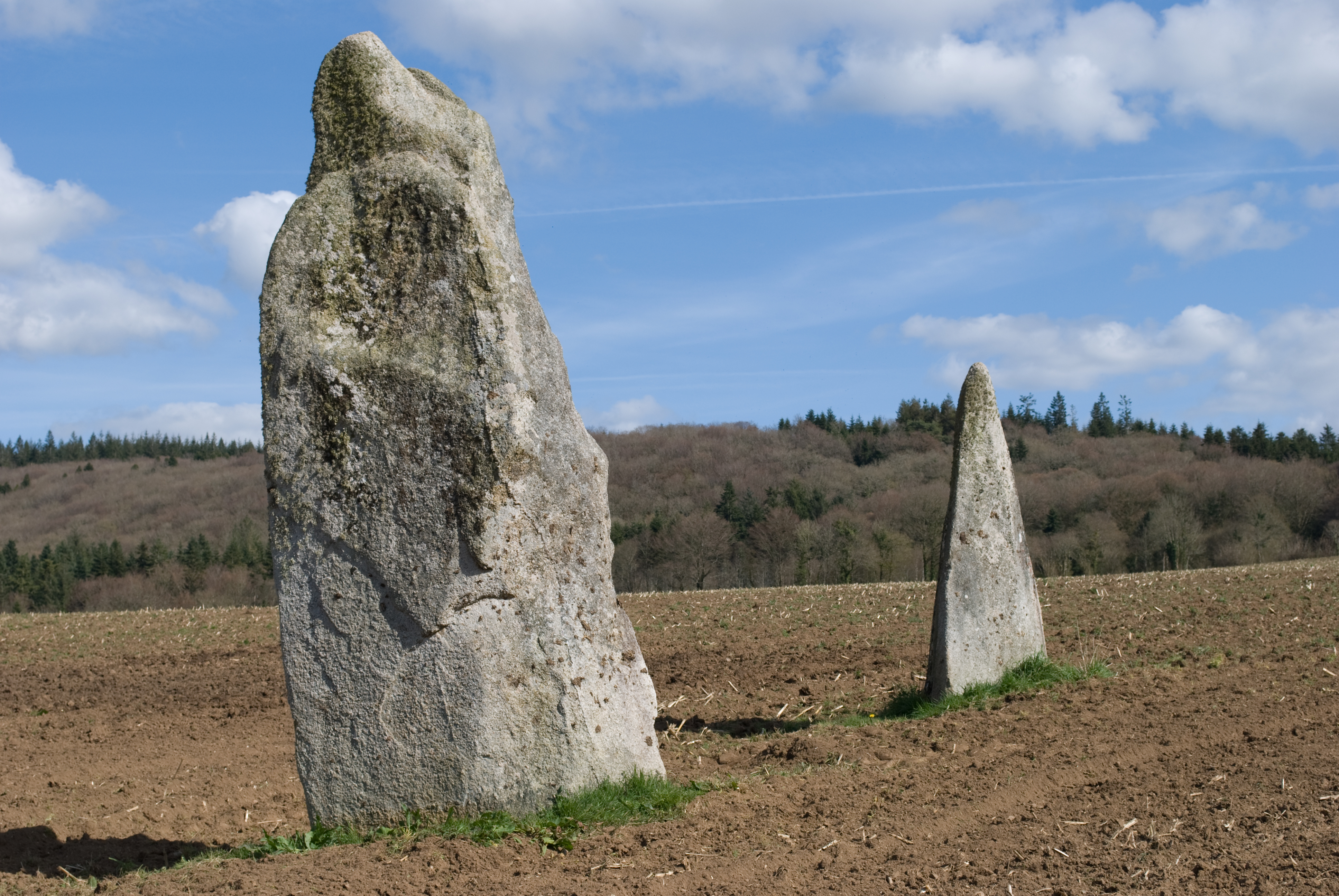
Les Menhirs jumeaux de Kerbernès en Saint-Servais.

« Dans la forêt située à environ un kilomètre de Saint-Servais se trouvent de curieux monuments mégalithiques. Menhirs, immenses blocs de pierres aux inscriptions bizarres, etc.. se rencontrent à chaque pas. Il en est une qui attire plus particulièrement l'attention. Ses dimensions sont énormes. elle mesure de 10 à 13 mètres de largeur et 4 à 5 mètres d'épaisseur. C'est un bloc formidable. Au-dessous se trouve une grotte où habitait autrefois un ermite qui avait un certain renom dans le pays. Son siège en pierre, qui ressemble vaguement à un fauteuil, se trouve à gauche de la grotte ».
Selon une légende colportée par les habitants du pays, ce serait là que les druides autrefois auraient égorgé leurs victimes et recueillaient leur sang qui coulait dans les rigoles dans des coupes d'or, ce qui est bien entendu peu crédible.

### Moyen Âge

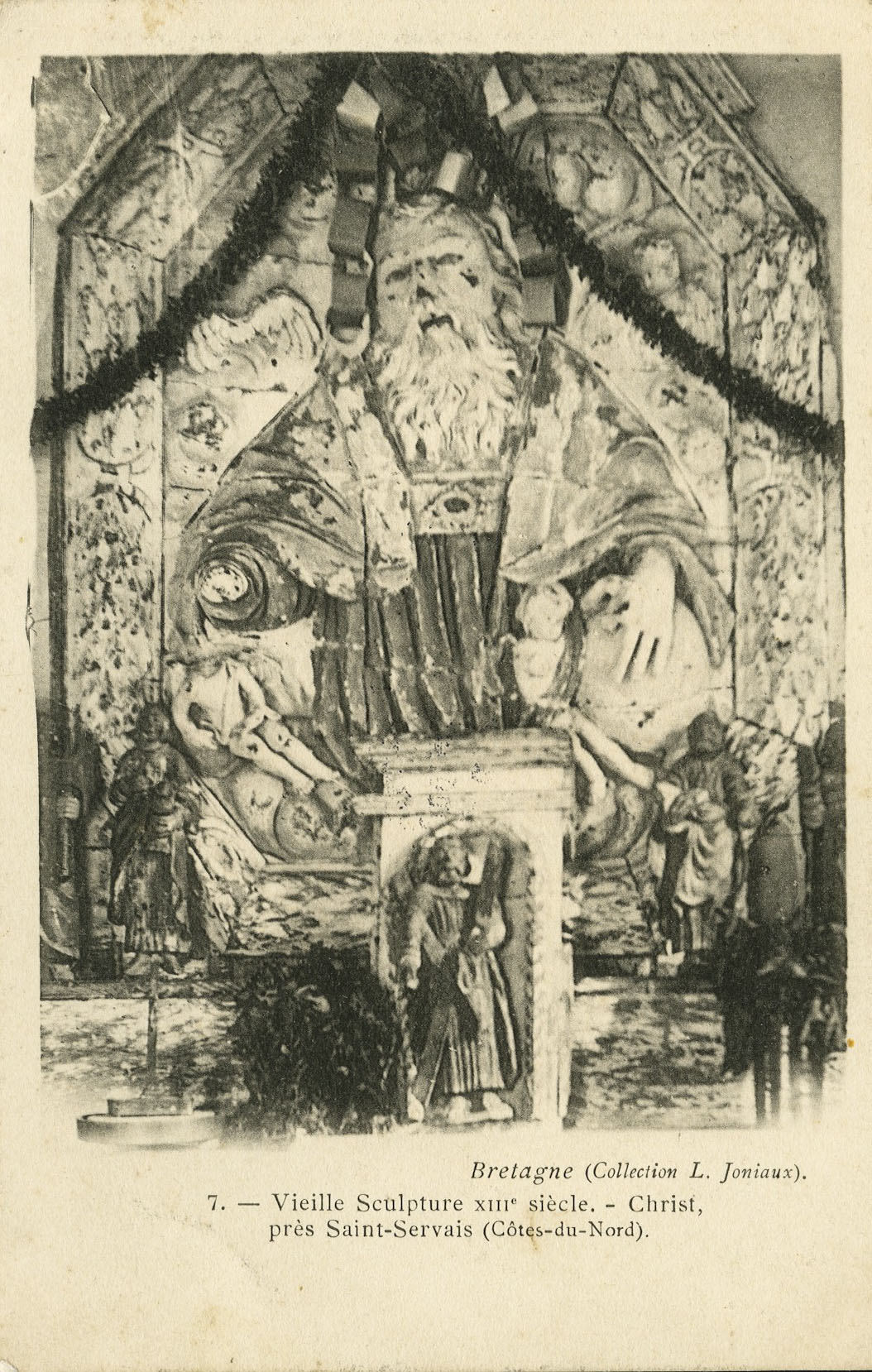
Vieille sculpture du XIIIe siècle près Saint-Servais (carte postale du début XXe siècle).

Saint-Servais a d'abord fait partie de la trève du Burthulet. La chapelle, ancien lieu de pèlerinage, dépendait de la commanderie des Hospitaliers de Saint-Jean-de-Jérusalem de La Feuillée et était située dans le fief du seigneur de Quélen.
Selon la tradition, le hameau de Kerléanès (Kerléanez) aurait été un marché important bien avant la création de celui de Callac. Ce hameau est situé en bordure du mur d'enceinte de l'ncien parc de Duault et on y trouve de nombreux débris de poteries enfoncés dans la terre.

### Époque moderne

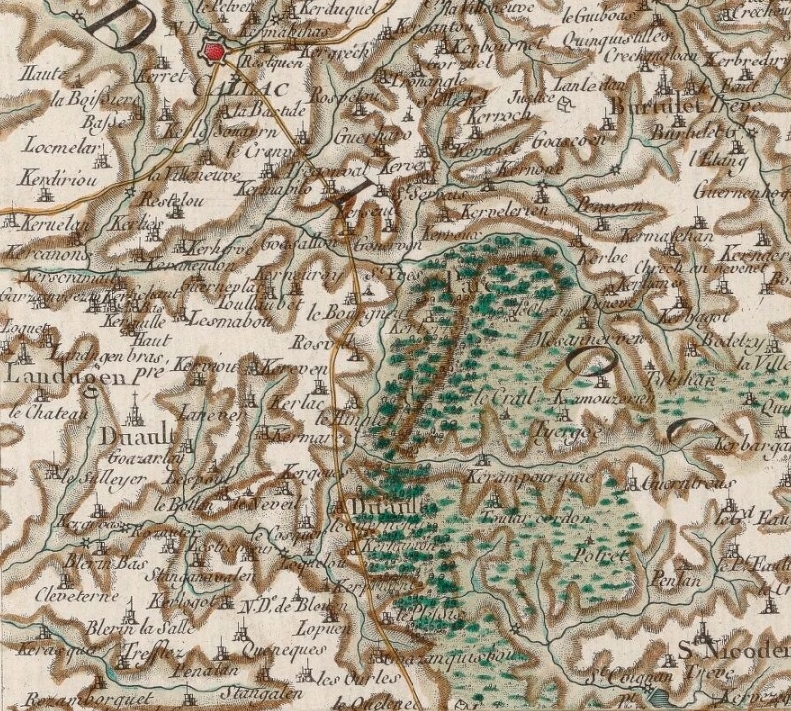
Carte de Cassini de la paroisse de Duault incluant ses trèves, dont celles de Saint-Servais et Burtulet (1787).

Jean-Baptiste Ogée décrit ainsi la chapelle de Saint-Servais et les coutumes qui y sont pratiquées en 1778 :

« La chapelle de Saint-Servais, située à trois quarts de lieue de ce bourg (Duault) et dans son territoire, est très renommée dans le pays, surtout par une assemblée qui s'y tient tous les ans, le 13 de mai, et où il se trouve plus de dix mille personnes, particulièrement de l'évêché de Vannes, qui font ce voyage pour demander une récolte abondante. Les femmes, en entrant dans cette chapelle, ôtent les coëffes et les mettent au bout de leurs bâtons, pour les faire toucher à la figure du Saint, qu'elles prient à haute voix, de leur accorder de bon bled noir, de bonne avoine et autres grains. Les hommes en disent autant, et, après la cérémonie, ils entrent dans la sacristie où ils achètent du marguillier la bannière processionnelle qu'ils paient argent comptant, et avec laquelle ils forcent le prêtre de faire une procession autour de la chapelle, auprès de laquelle est un petit ruisseau qui sépare cet évêché de celui de Vannes. Les habitants de l'évêché de Quimper, pour empêcher qu'elle ne passe de l'autre côté, et ne tombe par-là dans la possession des Vannetais, attendant la procession dans cet endroit, où la bannière est mise en pièces par tous les assistants, qui s'efforcent chacun d'en avoir un petit morceau. Ceux qui ne peuvent en approcher tiennent leurs bâtons en l'air, et demandent, par des cris horribles, une bonne récolte. Pour empêcher ce désordre, on a soin de commettre environ deux cents hommes pour y mettre la police. ; mais, pour l'ordinaire, cette troupe, trop peu nombreuse, est repoussée et vaincue par le grand nombre des combattants. En 1766, l'évêque de Quimper défendit au recteur de Duault d'ouvrir la chapelle de Saint-Servais le jour de l'assemblée dont on vient de parler. Le prêtre voulut obéir à ses ordres, mais les Vannetais se redirent à la Cure, se saisirent du curé, le mirent sur leurs bâtons, avec lesquels ils avaient formé une espèce de brancard, et le portèrent jusqu'à la chapelle, dont ils brisèrent les portes, et le forcèrent à célébrer l'Office divin comme par le passé. Le matin du jour de cette assemblée, il est d'usage de mettre, dans un endroit de la chapelle, un petit pain d'un sol, béni et enfermé dans une espèce de reliquaire qu'on apelle le seuil de Saint-Servais. Tout le monde se trouve à la même heure pour veiller à son ouverture, et celui qui peut s'emparer de ce pain l'emporte, et le dépose précieusement chez lui ; il l'examine soigneusement quand lui ou quelqu'un des siens tombe malade : si, disent-ils, il vient à moisir, le malade en mourra ; mais s'il reste dans son état ordinaire, la maladie ne sera pas dangereuse. »

En 1856, à la suite de l'interdiction décidée par Mgr Lemée, évêque de Saint-Brieuc et de Tréguier, cette tradition s'arrêta, à la suite de l'intervention des gendarmes.ces combats sacrés finirent par être remplacés par la mise aux enchères de l'honneur de porter les bannières.

### LeXIXesiècle

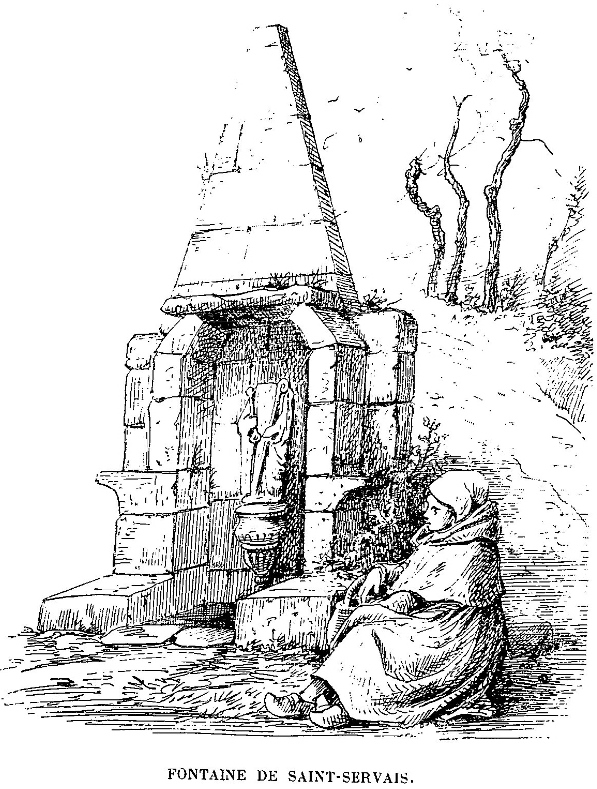
La fontaine de Saint-Servais (dessin publié en 1891 dans le « Bulletin monumental »).

Saint-Servais est érigée en paroisse par décret du 22 mai 1855. La commune de Saint-Servais (qui englobe Burthulet) a été créée, ainsi que celle de Saint-Nicodème, par l'arrêté du 19 avril 1869 qui provoque la partition de la commune de Duault.
Nicolas Le Bras écrit en 1860 que Saint-Servais, érigée en succursale en 1855, contient 241 maisons et 1 260 habitants et que la maison commune (mairie et école) de la commune de Duault, dont Saint-Servais est alors une section.
Joachim Gaultier du Mottay écrit en 1862 qu'il se rend chaque année au pardon de Saint-Servais « plus de dix mille pèlerins, non seulement du pays, mais encore du Morbihan et du Finistère ».

#### Le manoir de Kerbournet
Le manoir de Kerbournet fut construit entre 1839 et 1850 à l'emplacement d'un ancien manoir datant du XVIe siècle par Charles Joseph Tixier Damas de Saint Prix et son épouse Émilie Barbe Guitton, lesquels possédaient aussi le manoir de
Traoufeuntenniou en Ploujean où ils séjournaient l'hiver. Émilie Barbe Guitton, comtesse de Saint Prix, entreprit de collecter les gwerz de la région de Callac, sans doute sous l'impulsion de Jean-François Le Gonidec, ami de son mari ; elle en aurait transmis à Théodore de La Villemarqué selon Anatole Le Bras.

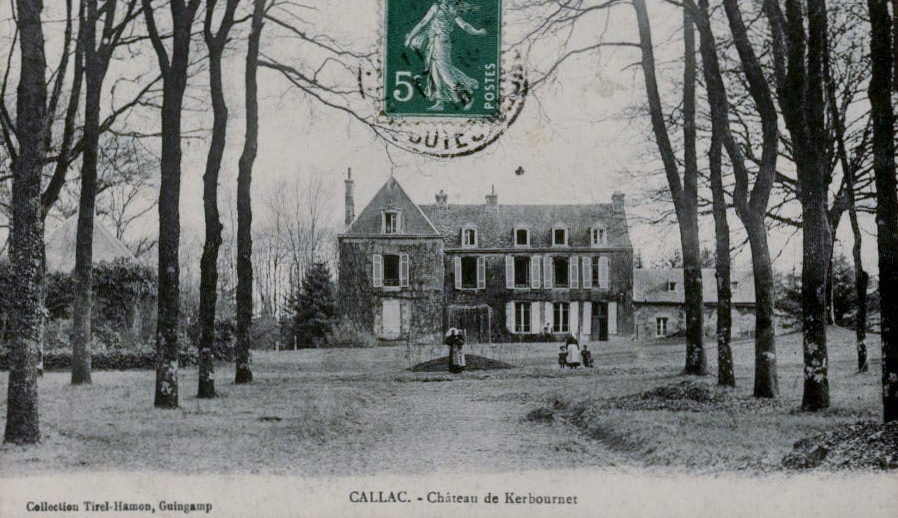
Le manoir de Kerbournet avant 1914.

### LeXXesiècle

#### La Première Guerre mondiale

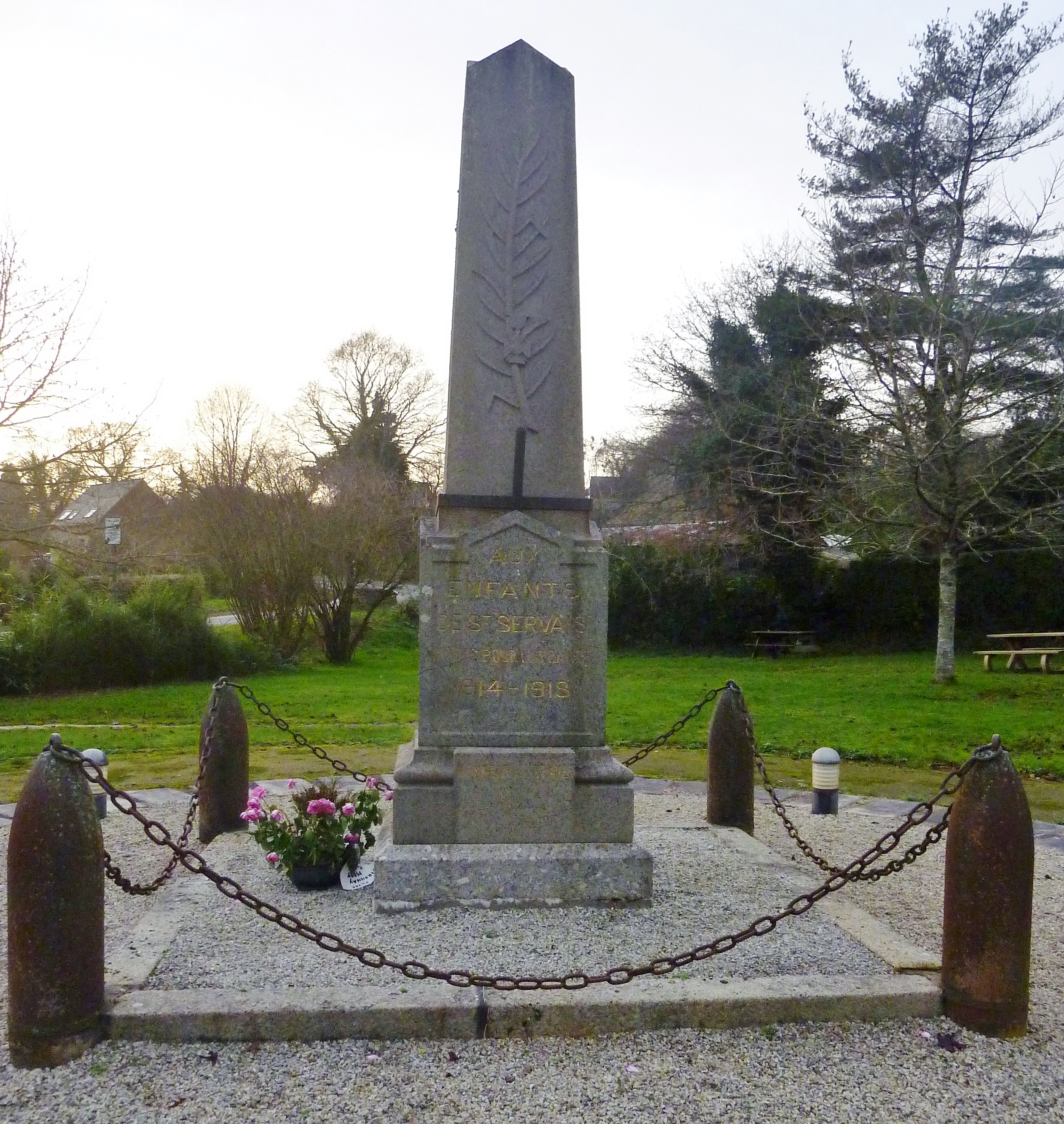
Le monument aux morts de Saint-Servais.

Le monument aux morts de Saint-Servais porte les noms de 70 soldats morts pour la France pendant la Première Guerre mondiale : parmi eux 10 sont morts en Belgique en 1914 ou 1915 ; François Coïc est mort en Turquie lors de la bataille de Sedd-Ul-Bahr ; Victor Le Tertre est mort en Grèce en 1916 alors qu'il participait à l'expédition de Salonique ; François Huitorel, mort le 22 octobre 1918 dans l'actuelle Macédoine du Nord ; Yves Le Corveller, Pierre Rinquin et François Huon sont morts en captivité en Allemagne (François Huon est le dernier soldat de la commune mort lors de cette guerre le 7 novembre 1918, quatre jours avant l'armistice) ; les autres sont morts sur le sol français, à l'exception de Pierre Le Vern, quartier-maître canonnier, mort le 24 novembre 1917 lors du naufrage de son bateau, le cargo Pomone, torpillé par un sous-marin allemand.

#### L'Entre-deux-guerres
Yves Le Clech est mort (de maladie) le 13 novembre 1920 à Tarsus lors de la Campagne de Cilicie.

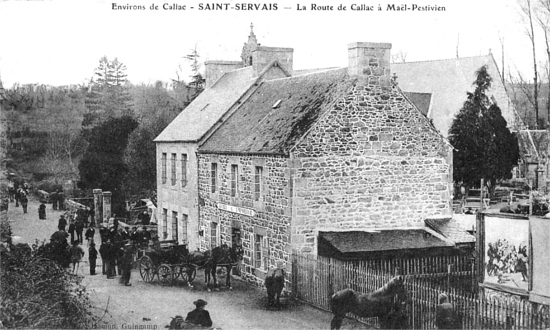
Saint-Servais : la route de Callac à Maël-Pestivien (carte postale, vers 1925).
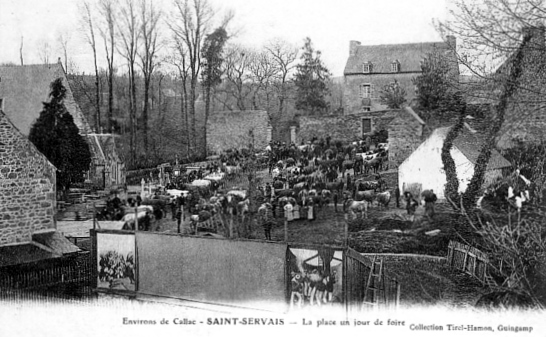
Saint-Servais un jour de foire (carte postale, vers 1925).
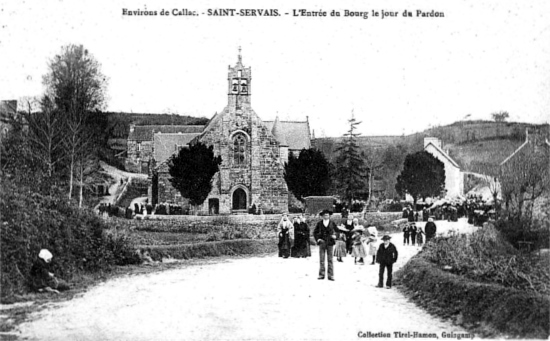
Saint-Servais un jour de pardon (carte postle, vers 1925).

#### La Seconde Guerre mondiale

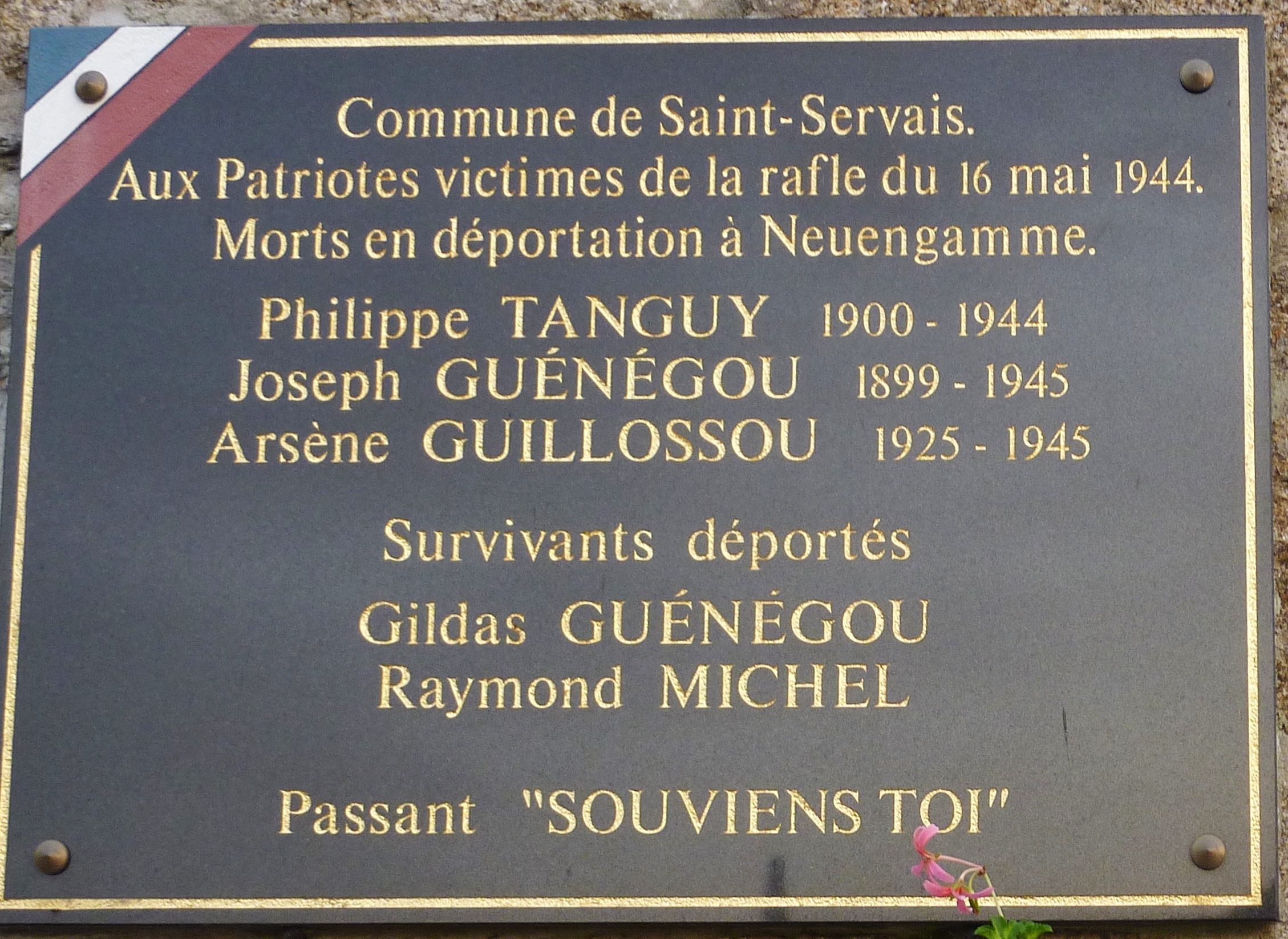
Saint-Servais : plaque commémorative en souvenir des déportés.

Le monument aux morts de Saint-Servais porte les noms de 15 personnes mortes pour la France pendant la Seconde Guerre mondiale; parmi ces victimes, Philippe Tanguy, résistant, déporté, mort le 24 décembre 1944 à Brême (Allemagne) ; Joseph Guénégou, résistant arrêté le 16 mai 1944 lors d'une rafle à Servais en même temps que son fils, déporté au camp de concentration de Neuengamme et décédé le 27 janvier 1945 dans ce camp ; Arsène Guillossou, résistant déporté au stalag X-B et mort le 12 avril 1945 au camp de Sandbostel.

## Politique et administration

### Liste des maires
| Période                                  | Période      | Identité                   | Étiquette | Qualité |
| ---------------------------------------- | ------------ | -------------------------- | --------- | --- |
| 1870                                     | 1896         | François Courtois          |           | Cultivateur Premier maire de la commune |
| 1896                                     | 1900         | Alexis Le Deuff            |           | Laboureur |
| 1900                                     | 1943         | Albert Harnay              |           | Instituteur Officier de la Légion d'honneur |
| Les données manquantes sont à compléter. |              |                            |           | |
| mars 1959                                | mars 1977    | Édouard Perrot (1924-2020) |           | Agriculteur, maire honoraire (1983) Chevalier du Mérite agricole (1971) |
| mars 1983                                | mars 1989    | Robert Le Tallec           | PCF       | Agriculteur |
| mars 1989                                | juillet 2021 | Christian Coail            | PS        | Directeur d'agence bancaire retraité Conseiller général puis départemental de Callac (2008 → ) Président du conseil départemental (2021 → ) 1er vice-président du SIVOM du canton de Callac (2001) Président de la CC Callac - Argoat (2001 → 2008) 4e puis 3e vice-président de la CC Callac - Argoat (2008 → 2016) Réélu pour le mandat 2020-2026 Démissionnaire suite à son élection comme président du conseil départemental |
| juillet 2021                             | En cours     | Béatrice Billaux           |           | Cadre administratif |

## Démographie
L'évolution du nombre d'habitants est connue à travers les recensements de la population effectués dans la commune depuis 1872. Pour les communes de moins de 10 000 habitants, une enquête de recensement portant sur toute la population est réalisée tous les cinq ans, les populations de référence des années intermédiaires étant quant à elles estimées par interpolation ou extrapolation. Pour la commune, le premier recensement exhaustif entrant dans le cadre du nouveau dispositif a été réalisé en 2007.

En 2022, la commune comptait 427 habitants, en évolution de +4,4 % par rapport à 2016 (Côtes-d'Armor : +1,78 %, France hors Mayotte : +2,11 %).
| 1872  | 1876  | 1881  | 1886  | 1891  | 1896  | 1901  | 1906  | 1911  |
| ----- | ----- | ----- | ----- | ----- | ----- | ----- | ----- | ----- |
| 1 307 | 1 377 | 1 374 | 1 405 | 1 318 | 1 337 | 1 362 | 1 362 | 1 327 |

| 1921  | 1926  | 1931  | 1936  | 1946  | 1954 | 1962 | 1968 | 1975 |
| ----- | ----- | ----- | ----- | ----- | ---- | ---- | ---- | ---- |
| 1 330 | 1 215 | 1 240 | 1 168 | 1 006 | 906  | 801  | 657  | 575  |

| 1982 | 1990 | 1999 | 2006 | 2007 | 2012 | 2017 | 2022 | - |
| ---- | ---- | ---- | ---- | ---- | ---- | ---- | ---- | - |
| 481  | 436  | 390  | 404  | 406  | 415  | 405  | 427  | - |

## Économie
À Saint-Servais, la majorité des emplois sont en rapport avec l'agriculture, c'est-à-dire environ 7 entreprises agricoles. La plupart de ces agriculteurs font de l'élevage bovin laitier mais il y a aussi des éleveurs de volailles.
En dehors de ces agriculteurs il y a aussi des métiers qui sont en rapport avec la nature comme : un paysagiste, une exploitation forestière (groupement de la forêt de Duault), un commerce de produits pour agriculteurs et une pension équestre.
En dehors de ces entreprises en rapport avec la nature, il y a aussi un bar (épicerie de dépannage), un plâtrier et un chauffagiste. Enfin, il y a deux administrations : la Poste et la mairie.

## Lieux et monuments
La commune compte trois monuments historiques classés :
- Menhirs jumeaux de Kerbernès classés par décret du 5 janvier 1925[35].
- Église Saint-Servais, classée par arrêté du 31 octobre 1912[36].

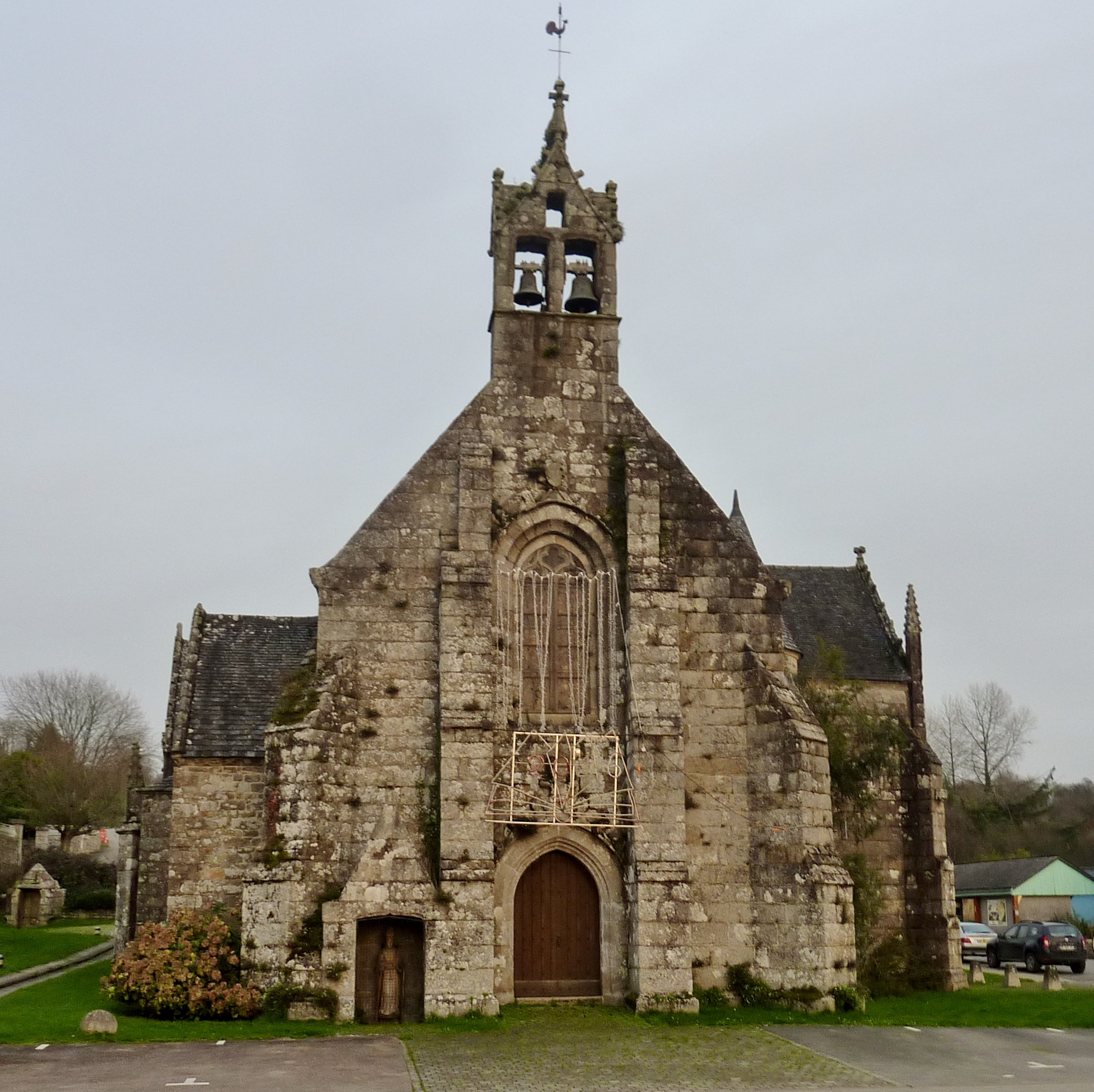
Église de Saint-Servais : façade nord, vue d'ensemble.
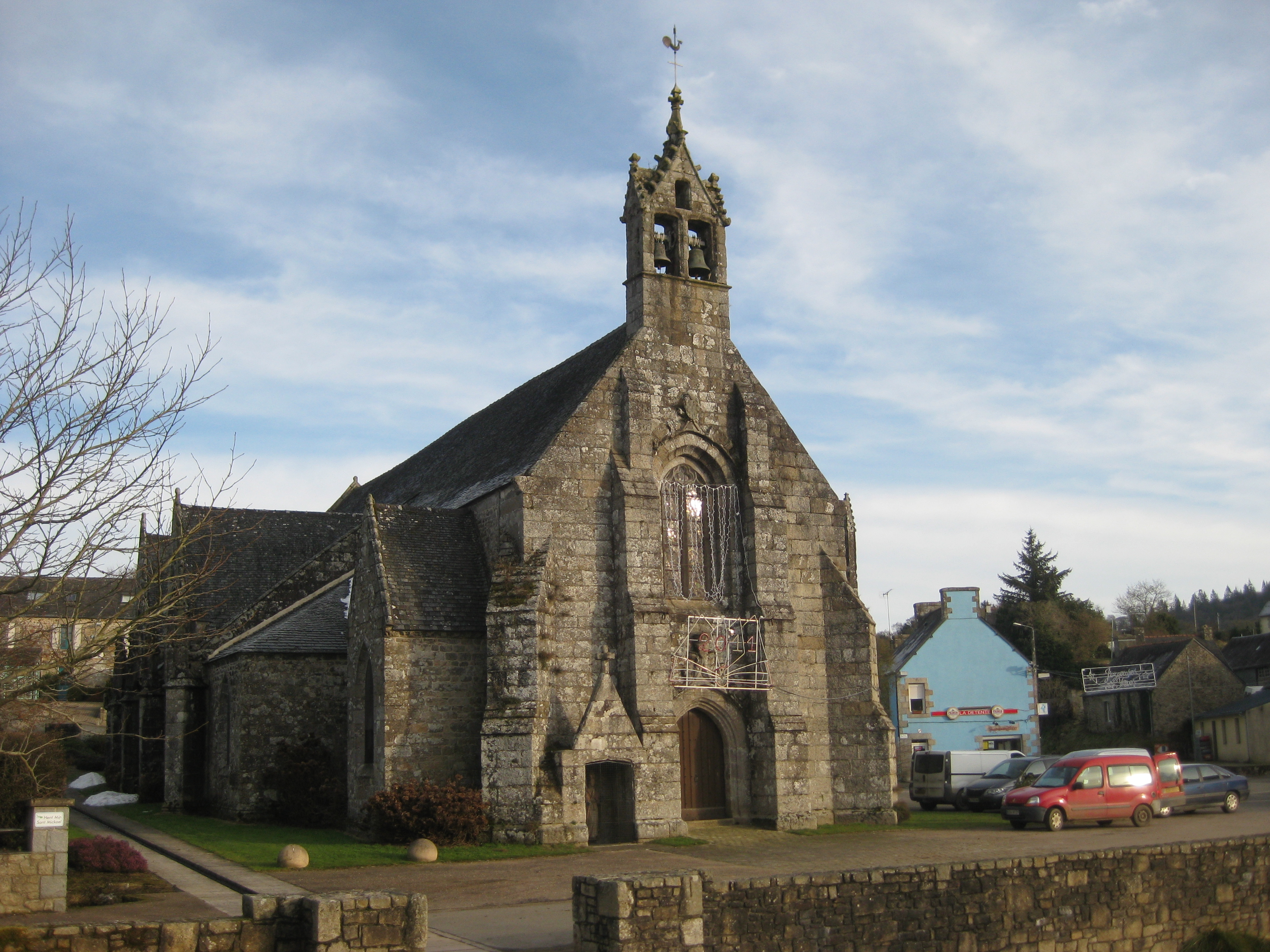
Église de Saint-Servais : façade nord.
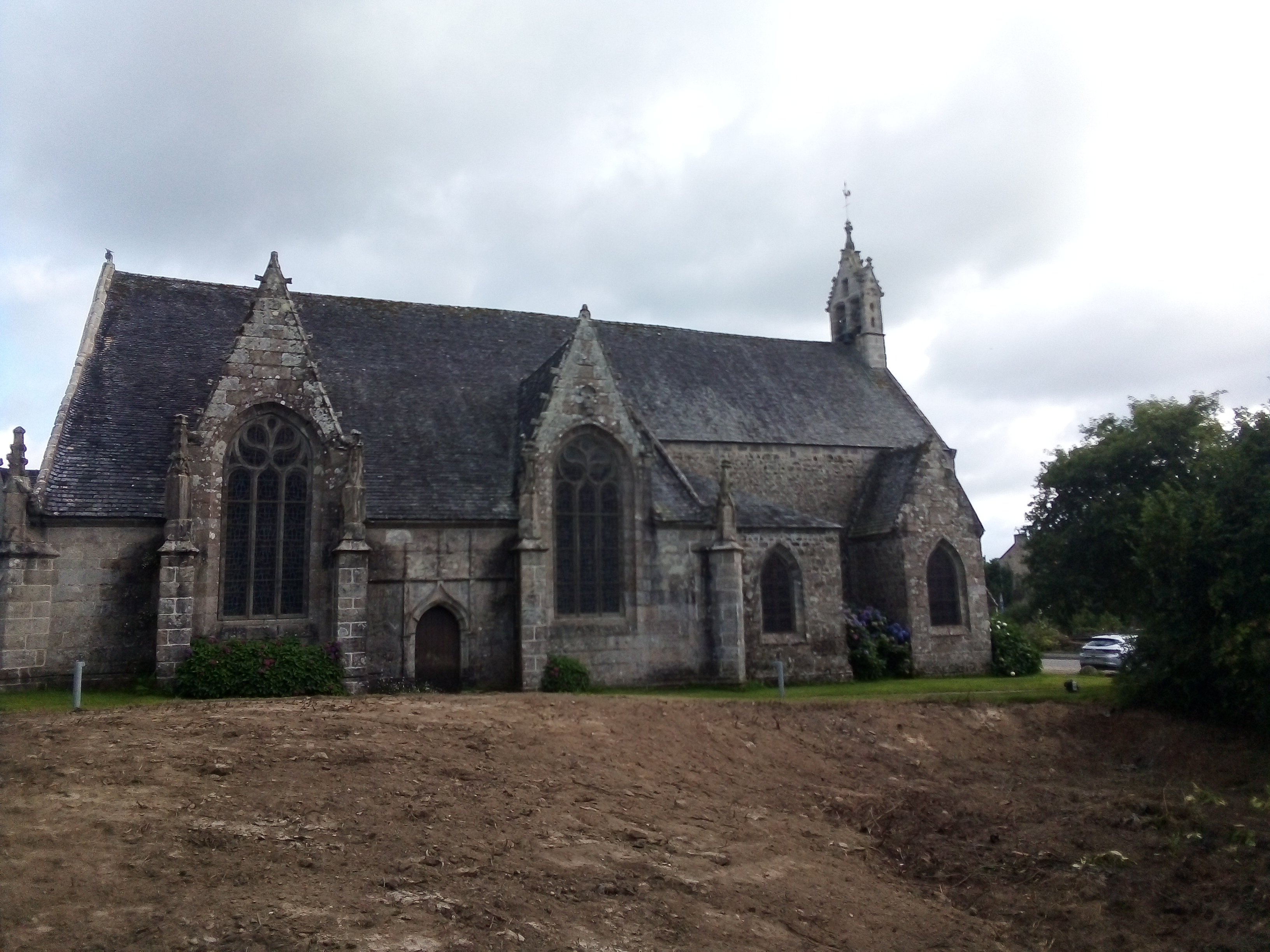
Église de Saint-Servais : vue d'ensemble côté ouest.
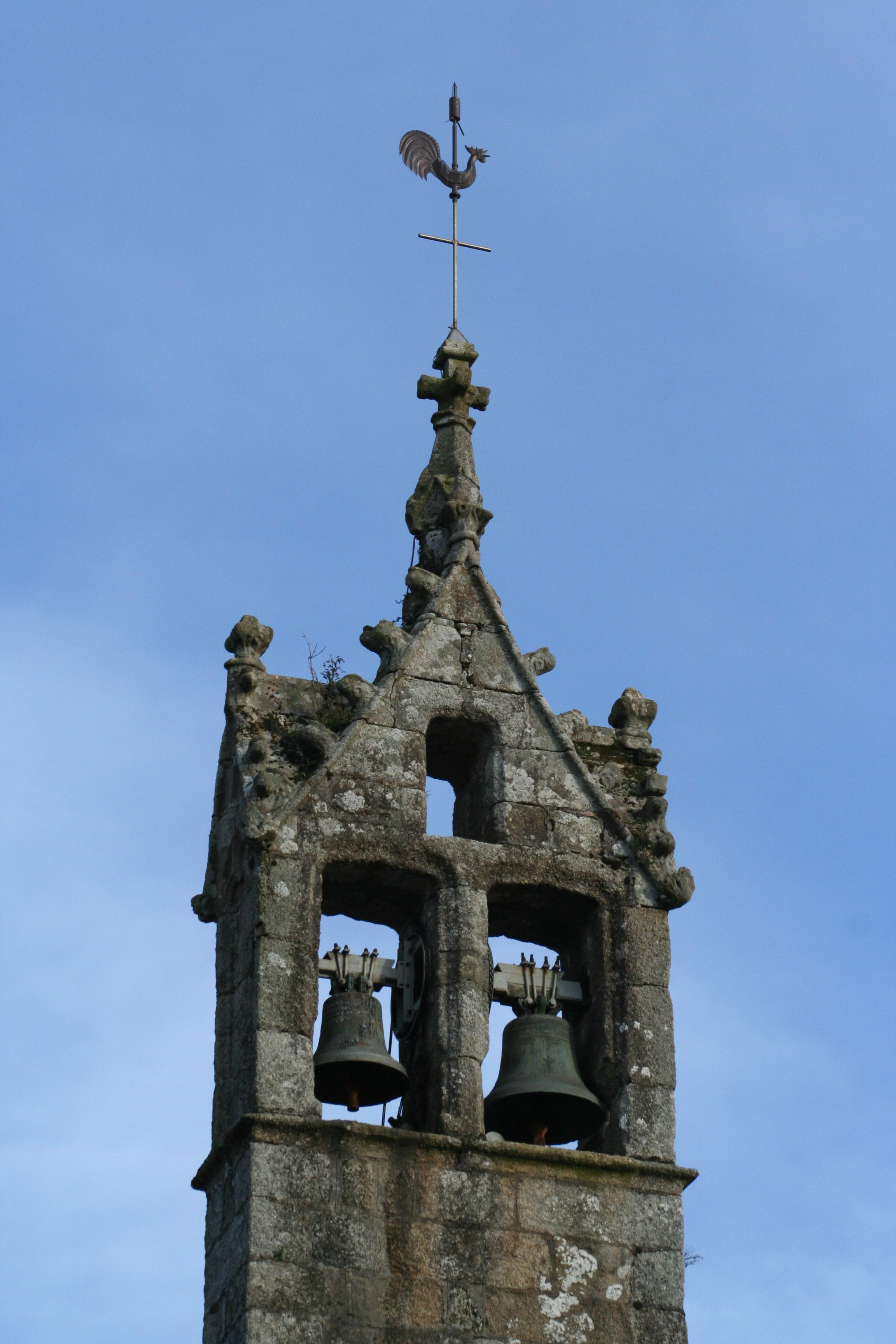
Église de Saint-Servais : façade nord, détail du clocher.
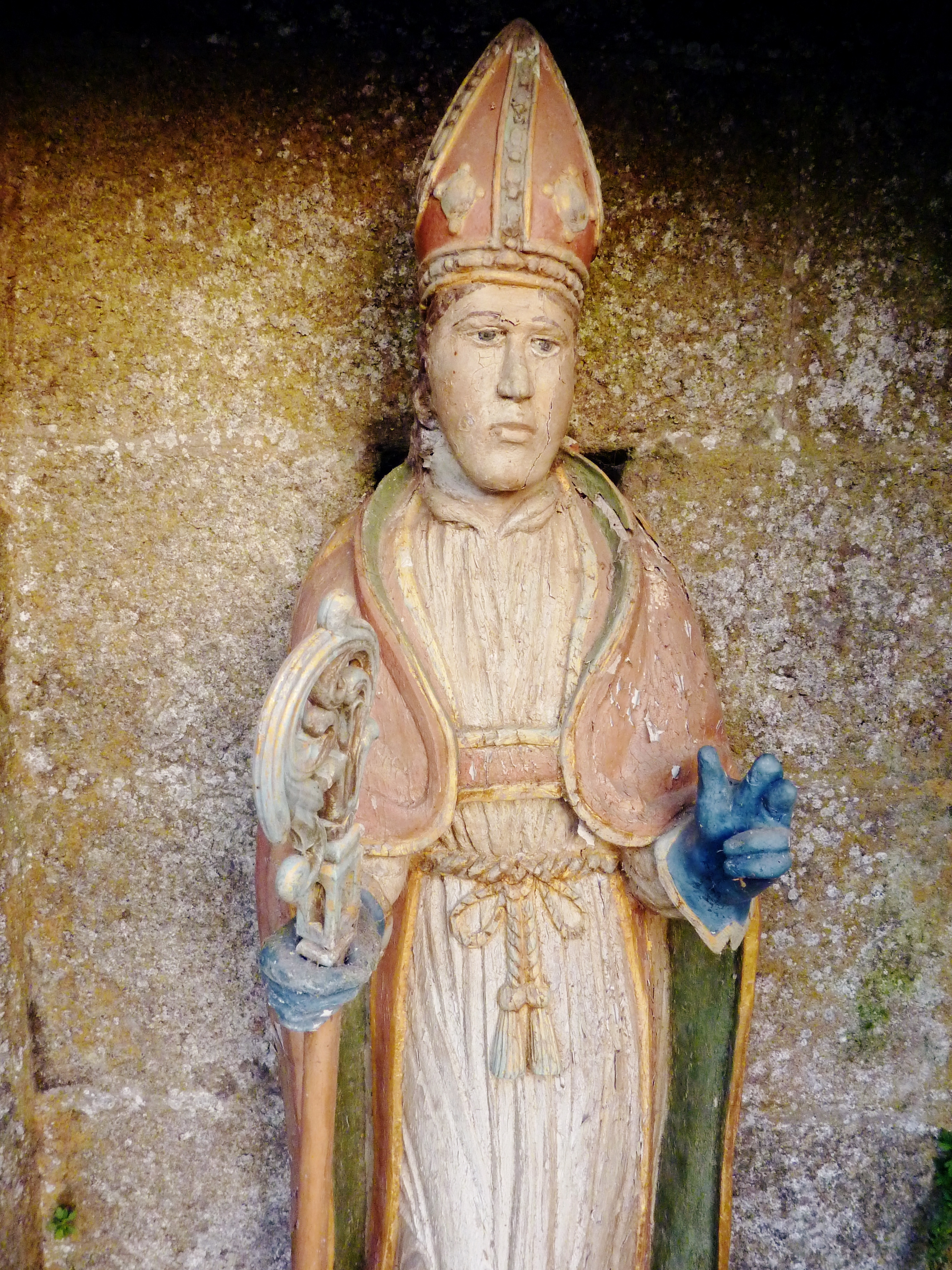
Église de Saint-Servais : façade nord, statue de saint Servais.
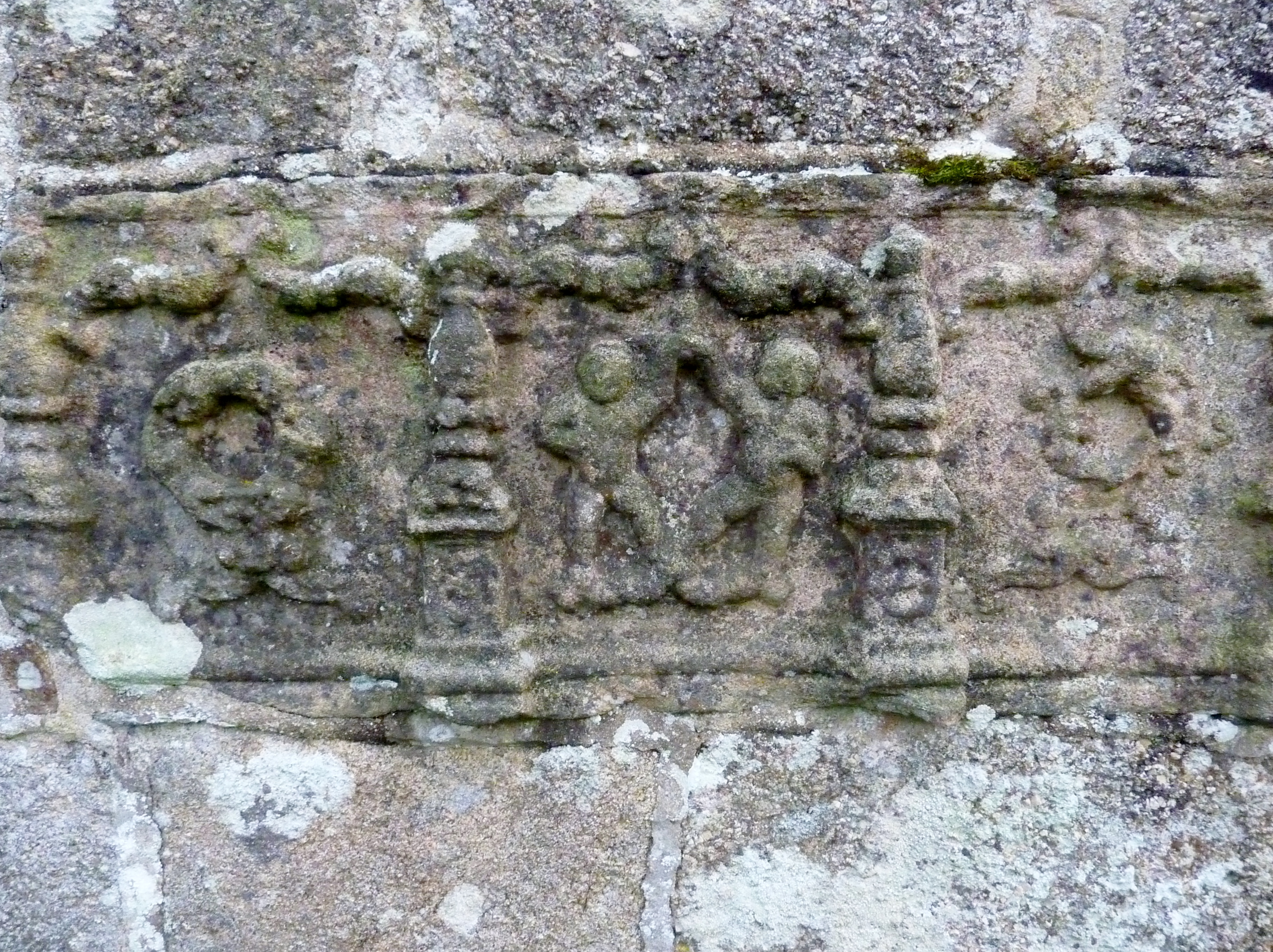
Église de Saint-Servais : façade nord, détail d'une sculpture.

- Chapelle de Burthulet, classée par arrêté du 17 décembre 1968[37].

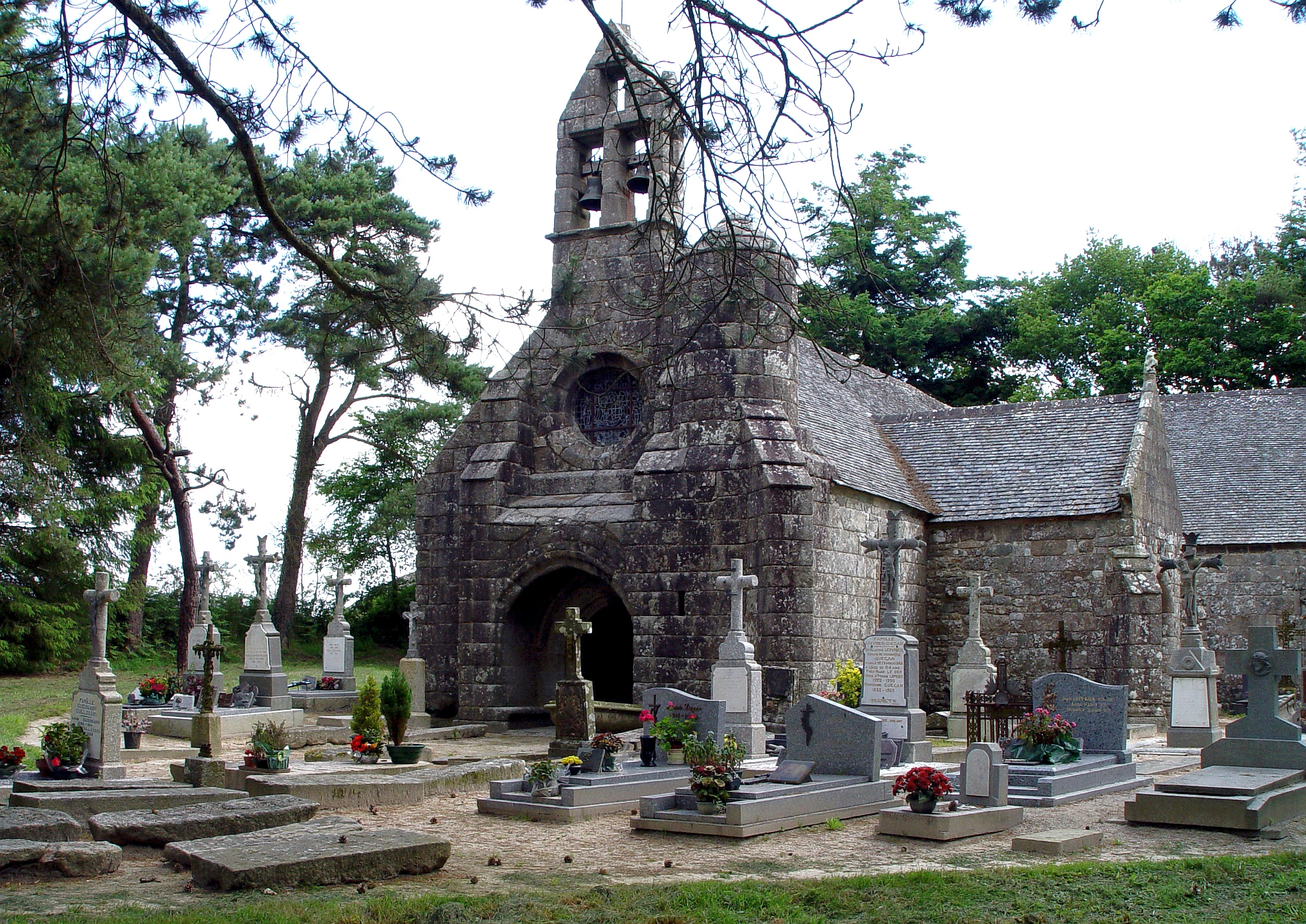
La chapelle du Burthulet et son placître.
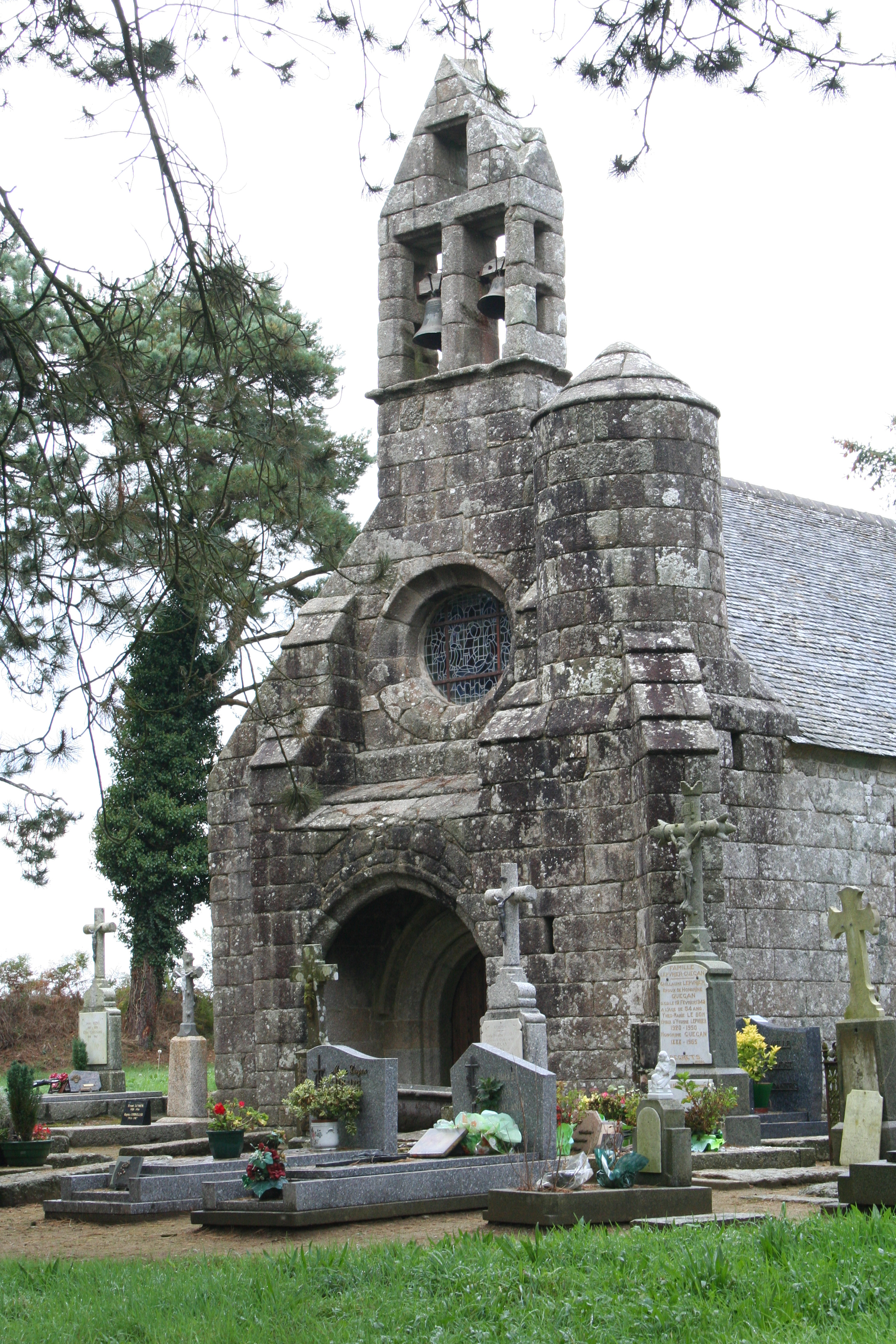
Chapelle du Burthulet : la façade.
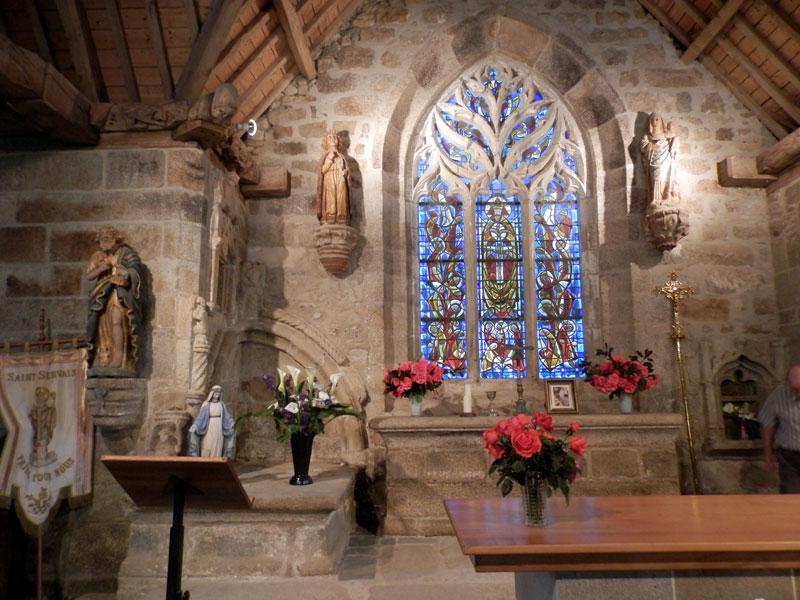
Chapelle du Burthulet : le chœur.
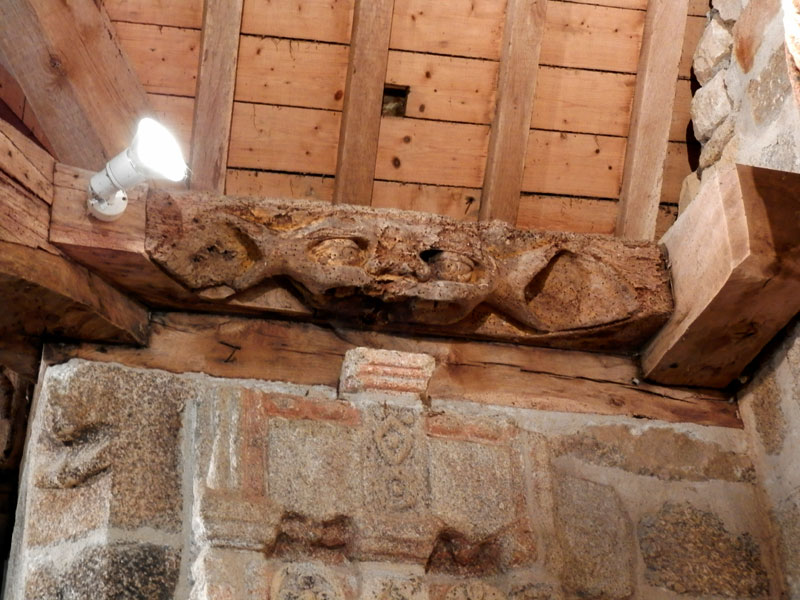
Chapelle du Burthulet : diable représenté sur une sablière.

Par ailleurs :
- Fontaine près de l'église paroissiale.

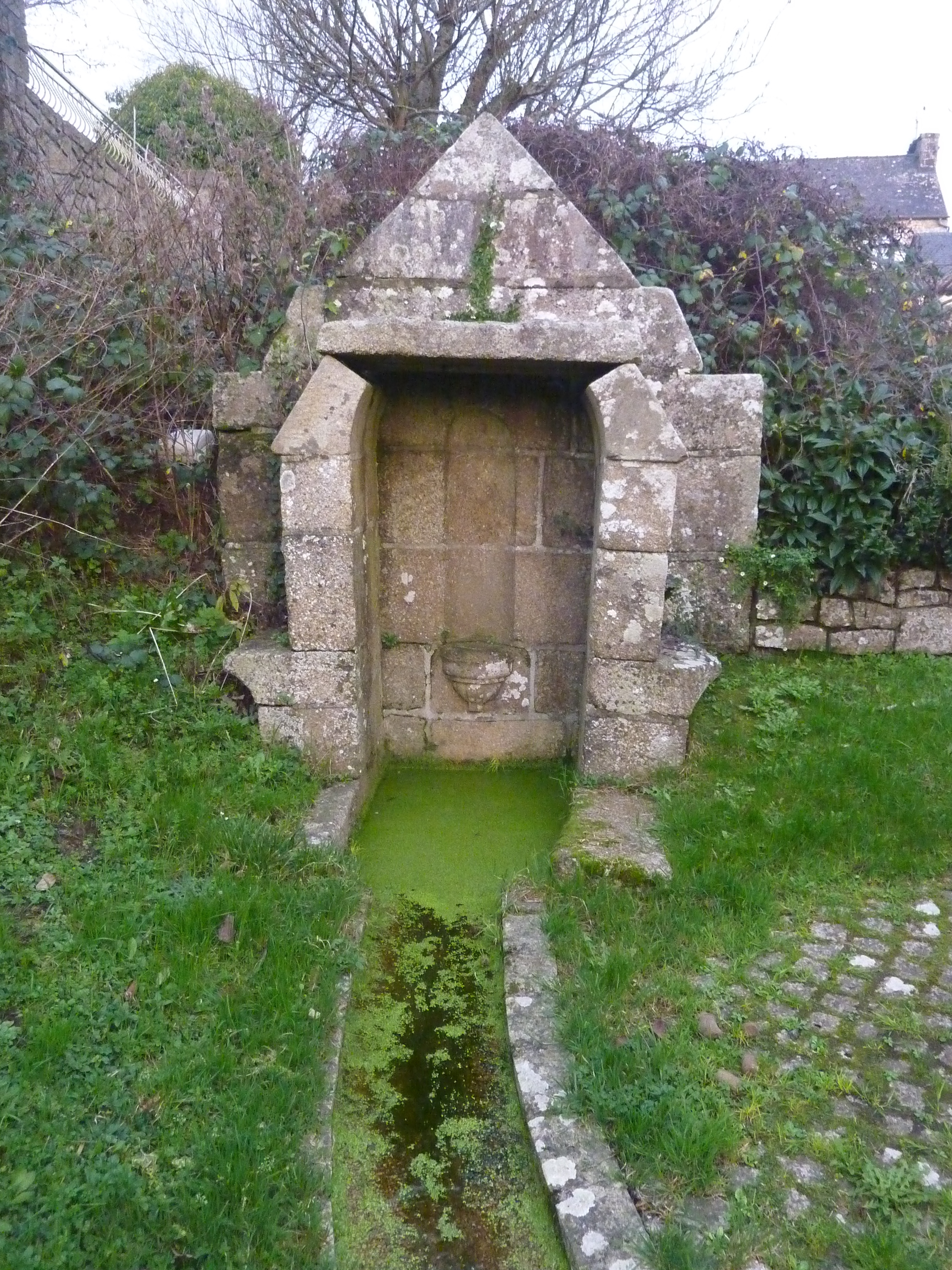
Fontaine près de l'église paroissiale de Saint-Servais.

## Personnalités liées à la commune

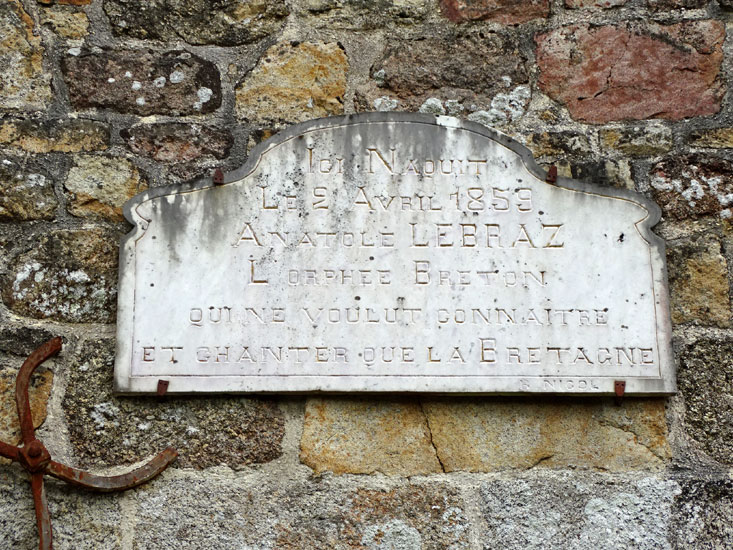
Saint-Servais : plaque commémorative en mémoire d'Anatole Le Braz.

- Anatole Le Braz, écrivain et folkloriste, né à Saint-Servais le 2 avril 1859. Il est le premier président de l'Union régionaliste bretonne, le premier parti politique régionaliste breton.
- Charles Tixier Damas de Saint-Prix, né le 4 septembre 1817 à Tréguier (fils de Charles-Jean-André Tixier Damas, comte de Saint-Prix, qui fut maire de Ploujean, et d'Émilie Barbe Guiton), décédé le 20 novembre 1894 à Ploujean, avocat, lieutenant de louveterie entre 1855 et 1883, grand chasseur de loup dans le centre de la Bretagne (il séjournait pendant la saison de chasse à Kerbournet en Saint-Servais). Il est évoqué à de nombreuses reprises dans le livre de Frank Davies : Chasse aux loups et autres chasses en Bretagne publié en anglais en 1875[38].
- Fanch Vidament, « Peintre-paysan », 13 juin 1948 à Kérity et mort le 11 novembre 1982 à Saint-Servais. Fanch Vidament a peint de nombreux tableaux tout en tenant une petite exploitation agricole en Centre-Bretagne.